# 江上インターチェンジ
江上インターチェンジ（えがみインターチェンジ）は、長崎県佐世保市の西彼杵道路（指方バイパス、西海パールライン有料道路）のインターチェンジである。将来的には西九州自動車道と接続する予定となっている。ICのすぐそばにハウステンボスがある。

## 案内板
- 江上

## 道路
- 西彼杵道路
  - 指方バイパス
  - 西海パールライン有料道路

## 接続する道路
- 長崎県道141号ハウステンボス線

## 周辺
- ハウステンボス
- WINS佐世保（JRAの場外勝馬投票券発売所）
- 米軍針尾住宅

## 隣
西彼杵道路（指方バイパス）
指方IC - 江上IC
西彼杵道路（西海パールライン有料道路）
江上IC - 高畑PA - 針尾IC